# Introduction à la métaphysique (Bergson)

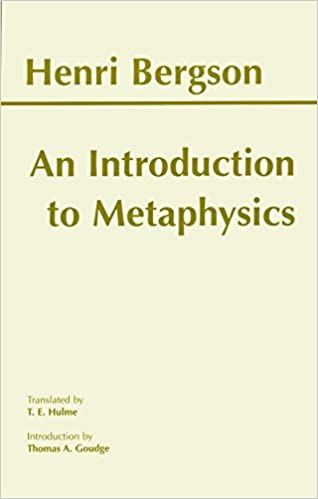
Essai d'Henri Bergson, Introduction à la métaphysique

Introduction à la métaphysique est un essai de philosophie métaphysique écrit par Henri Bergson et publié en 1903. Il peut être lu comme une synthèse de la philosophie bergsonienne.

## Présentation générale
L'Introduction à la métaphysique est publiée sous forme d'essai dans la Revue de métaphysique et de morale en 1903. L’œuvre est rééditée dans La Pensée et le Mouvant en 1934. L'essai connaît un succès philosophique, mais aussi populaire, important. L'objectif de Bergson est de proposer une métaphysique qui dépasse l'opposition entre l'idéalisme et le réalisme.

## Résumé

### Analyse et intuition
Henri Bergson distingue deux manières d'appréhender le réel : l'analyse et l'intuition. L'analyse relève du positivisme et de la science ; elle permet d'expliquer l'objet depuis un point de vue extérieur. 
L'intuition est « la sympathie par laquelle on se transporte à l'intérieur d'un objet pour coïncider avec ce qu'il a d'unique et par conséquent d'inexprimable ». Elle permet de saisir le « mouvement absolu » de l'objet. Pour cela, il faut que je « sympathise avec les états que je m'insère en eux par un effort d'imagination ». Dans ce cas-là, nul besoin de symboles pour les traduire, car « j'aurai renoncé à toute traduction pour posséder l'original ». Absolu signifie perfection : on aura beau additionner « toutes les photographies d'une ville prises de tous les points de vue », ça n'aura jamais pour équivalent « cet exemplaire en relief qui est la ville où l'on se promène ».

### Métaphysique
La métaphysique fonctionne par intuition : elle nous transporte « à l'intérieur d'un objet pour coïncider avec ce qu'il a d'unique et, par conséquent, d'inexprimable ». La métaphysique est définie comme « la science qui prétend se passer de symboles ».
Cela soulève toutefois un problème : si la métaphysique doit procéder par intuition, et que l'intuition « a pour objet la mobilité de la durée », et que la durée est psychologique par essence, « n'allons-nous pas enfermer le philosophe dans la contemplation exclusive de lui-même » ? Non, car l'intuition métaphysique est essentiellement active, et n'est pas une acte unique mais une série indéfinie d'actes.      
Bergson renvoie dos à dos les empiristes et les rationalistes, qui sont « dupes ici de la même illusion », en essayant de « recomposer la personne avec des états psychologiques ». Les psychologues, empiristes, cherchent le moi, et « prétendent le trouver dans les états psychologiques », ce qui est impossible car il faut se transporter hors du moi pour noter, de l'extérieur, les états de la personne. Le rationaliste, qui « tient les états psychologiques pour autant de fragments détachés d'un moi qui les réunirait », commet la même erreur, en persistant à affirmer l'unité de la personne.     
La vraie métaphysique est un empiriste vrai, à savoir « celui qui se propose de serrer d'aussi près que possible l'original lui-même, d'en approfondir la vie, et, par une espèce d'auscultation spirituelle, d'en sentir palpiter l'âme ». La métaphysique adopte « l'idée génératrice » de la mathématique bergsonienne, mais ne peut s'acheminer par la mathématique universelle, qui n'est qu'une « chimère de la philosophie moderne » : plus elle fera chemin, plus « elle rencontrera des objets intraduisibles en symboles ». La science et la métaphysique peuvent ainsi s'unir, et la métaphysique devenir science positive, en se basant sur l'intuition qui s'installe dans le mouvant.   

### Mobilité et immobilité
Bergson soutient qu'il existe bien une réalité extérieure, donnée immédiatement à notre esprit, et que « cette réalité est mobilité ». Ainsi, « il n'existe pas de choses faites, mais seulement des choses qui se font ». Si l'analyse « opère sur l'immobile », l'intuition se place dans la mobilité, c'est-à-dire dans la durée. Le réel, le vécu, se reconnaît précisément à ce qu'il est « la variabilité même ». L'utilisation de symboles dans le cadre de nos tentatives d'explication du réel « répond [...] aux habitudes les plus invétérées de notre pensée ». Nous avons l'habitude de nous installer dans l'immobilité afin d'y trouver un point d'appui, et à partir d'elle, « recomposer la mobilité ». Mais cela n'aboutit qu'à « une imitation maladroite, une contrefaçon du mouvement réel ».
Une réalité est saisie « du dedans, par intuition », et non par l'analyse : « c'est notre propre personne dans son écoulement à travers le temps », à savoir « notre moi qui dure ». On peut promener sur soi-même le « regard intérieur de [notre] conscience » ; cela permet d'apercevoir, déjà, à la surface, « toutes les perceptions qui lui arrivent du monde matériel ». On peut ensuite apercevoir des « souvenirs plus ou moins adhérents à ces perceptions et qui servent à les interpréter ». Enfin, on perçoit « des tendances, des habitudes motrices, une foule d'actions virtuelles plus ou moins solidement liées à ces perceptions et à ces souvenirs ».
En descendant au fond de soi, on trouve « une continuité d'écoulement » : une succession d'états, « dont chacun annonce ce qui suit et contient ce qui précède ». Ce mouvement paraît insécable lorsqu'on le vit : « tous se prolongent les uns dans les autres ».

### Durée
Le philosophe aborde la question de la durée. Il y a une multiplicité dans l'unité, car la continuité d'éléments se prolonge d'élément dans l'élément suivant. L'unité est ainsi « mouvante, changeante, colorée, vivante », loin de l'unité « abstraite, immobile et vide, que circonscrit le concept d'unité pure ». La connaissance absolue de la durée du moi est possible de manière absolue, par le recours à l'intuition.

### Concept et unité concrète
Bergson s'intéresse au concept, qui est une idée générale et abstraite. Les concepts divisent « l'unité concrète de l'objet » en des expressions symboliques ; ils « divisent aussi la philosophie en écoles distinctes, dont chacun retient sa place, choisit ses jetons, et entame avec les autres une partie qui ne finira jamais ». Afin de ne pas être qu'un jeu d'idées, il faut que la métaphysique « transcende les concepts pour arriver à l'intuition ». Elle doit s'affranchir des « concepts raides et tout faits ».

## Postérité
L'Introduction est très lue à sa sortie et provoque, comme les autres ouvrages de Bergson, beaucoup de débats. Émile Meyerson tente d'appliquer la pensée bergsonienne exposée dans l'essai à sa philosophie de la thermodynamique. T. S. Eliot apprécie l'essai et parle d'une « conversion temporaire au bergsonisme » ; il offre un exemplaire de l'essai de Bergson à sa famille. Dans une note explicative publiée en 1934, Bergson commente son texte avec le recul des décennies et reconnaît avoir utilisé le terme de « métaphysique » dans une acception trop kantienne.